# Melchior Steinberg
Melchior Steinberg (* 22. November 1559 in Görlitz; † 9. Januar 1614 ebenda) war Görlitzer Richter und Bürgermeister. Sein richterliches Tagebuch befindet sich im Görlitzer Ratsarchiv.

## Biografie
Melchior war ein Sohn des gleichnamigen Bäckers in der Neißgasse (Neißstraße) Melchior Steinberg und Ursula Gehler. Möglich scheint, dass Ursula mit Ursel, der Witwe des Matthäus Gehler († 27. Dezember 1552), identisch gewesen ist. Ihr erster Ehemann war Nikolaus Hentschel.
Melchior selbst heiratete in erster Ehe Anna Berger. Sie war die Schwester Helena Bergers, der Ehefrau Valentin Ritters (Sohn des gleichnamigen Bürgermeisters Valentin Ritter). Am 16. Juli 1612 heiratete er in zweiter Ehe Ursula Wendler. Einer der Gäste der Hochzeit war der prominente Rektor Caspar Dornau (Dornavius), der auf der Hochzeit die „Komödie von Jakob, Joseph und seinen Brüdern“ spielen ließ.
Kurz nach seiner ersten Ehe wurde Steinberg im Jahr 1592 Ratsherr, daraufhin 1594 Schöffe und 1596 Richter, bis er im Jahr 1599 erstmals das Bürgermeisteramt erklomm. Im damals üblichen vierjährigen Abstand übernahm Steinberg das Bürgermeisteramt auch in den Jahren 1603, 1607 und 1611. Von 1592 bis 1613 war er verantwortlich für den Weinkeller, des Weiteren verwaltete er innerhalb der gleichen Zeitspanne auch zeitweise die Kammer, das Bauamt, die Heidegüter und die Mühlen.
Mitte 1594 kaufte Steinberg von Gregor Frenzels Erben den Bauhof Petersgasse 11. Im Mai 1605 kaufte er von den Erben Viktorins Glich von Milziz das Gut Kosma, verkaufte es im Oktober aber wieder seinem Schwager Friedrich Berger.
Steinberg in den Jahren 1589 bis 1595 Mitglied im Convivium Musicum.
Melchior Steinberg war der Großvater des Theologen Johann Melchior Steinberg, sowie Vater von Concordia (17. Februar 1620: ⚭ Bartholomäus Jacobi) und Johann Steinberg.